# Пилитруда
Пилитруда (Бильтруда; нем. Pilitrud, англ. Biltruda; умерла около 725 или 730) — супруга герцогов Баварии Теудебальда и Гримоальда II.

## Биография
О происхождении Пилитруды в средневековых исторических источниках точных сведений не сохранилось. В житии святого Корбиниана, написанном около 772 года Арибо Фрайзингским, сообщается, что мать Пилитруды не была баварской уроженкой. Возможно, она вышла замуж за какого-то знатного баварца. Предполагается, что мать Пилитруды звали Регинтруда и она могла быть близкой родственницей Плектруды, супруги Пипина Геристальского.
Первым супругом Пилитруды был Теудебальд, правивший частью Баварского герцогства во второй половине 710-х годов. Возможно, это был уже второй брак Теудебальда: в датируемой 784 годом «Зальцбургской книге побратимов» упоминается некая Вальтрата, бывшая его супругой. В то же время существуют свидетельства о том, что Вальтрата могла быть супругой его брата Тассилона II
Теудебальд скончался около 719 года, после чего его брат Гримоальд II присоединил к своим землям владения умершего. Вероятно, чтобы укрепить своё влияние в новоприобретённых землях, Гримоальд взял Пилитруду в жёны. Однако такой брак между близкими родственниками противоречил не только церковным канонам и постановлению папы римского от 716 года, но и законам герцогства — «Баварской правде». Возможно, с неканоническим браком Гримоальда и Пилитруды связано принятие церковным собором в Риме 5 апреля 721 года нового постановления против браков вдов и братьев их покойных мужей. Отказ Гримоальда II подчиниться этим требованиям привёл его к конфликту с христианским миссионером Корбинианом, потребовавшим от герцога оставить новую супругу. В результате ссоры Корбиниан незадолго до 725 года был вынужден бежать из Баварии и искать убежища в Мерано. Об этих событиях известно из жития этого святого, написанного епископом Фрайзинга Арибо.
Брат Гримоальда II, герцог Теудеберт, скончался, по одним данным, в конце 710-х годов, по другим, уже в первой половине 720-х годов. Наследником владений умершего стал его сын Хугберт. Однако Гримоальд, желая получить единоличную власть над герцогством, изгнал своего племянника из Баварии. В защиту Хугберта выступили король лангобардов Лиутпранд и майордом Франкского государства Карл Мартелл. В 725 году Гримоальд потерпел поражение от франков, благодаря чему власть над Баварским герцогством перешла к Хугберту. Пилитруда и её племянница Свангильда по приказу майордома были увезены в земли франков. В «Житии Корбиниана» сообщается, что Карл Мартелл обманом завлёк Пилитруду во Франкию, куда она приехала со многими сокровищами, и которых она здесь по проискам майордома лишилась. Свангильда же уже вскоре стала второй супругой Карла Мартелла.
Предполагается, что Гримоальд II погиб или в том же 725 году, или уже в 728 году, когда Карл Мартелл совершил второй поход против баварских мятежников. По свидетельству «Жития Корбиниана», Гримоальд был предательски убит своими врагами. В этом же источнике сообщается, что незадолго до гибели бывшего правителя Баварии при неизвестных обстоятельствах погиб и его старший сын, а также все остальные дети Гримоальда и Пилитруды. Возможно, они все были убиты по приказу Карла Мартелла. Пилитруда же, лишившаяся во Франкии всего своего имущества, смогла бежать в Италию. Здесь она и скончалась. Когда это произошло, точно неизвестно: называются даты «около 725 года» и «около 730 года».